# Santiago Tlautla
Santiago Tlautla è una cittadina messicana, situata nel comune di Tepeji del Río de Ocampo, nello stato di Hidalgo ad un'altitudine di 2100 m. Il Camino Real de Tierra Adentro attraversa il paese; appartiene a uno dei sessanta siti dichiarati Patrimonio dell'Umanità dell'UNESCO in Messico.

## Storia
Il paese di Santiago Tlautla venne fondato nel 1749 prende il nome dal vicino río Tlautla, trovandosi sul tracciato del Camino Real de Tierra Adentro, si svilupparono varie haciendas nei suoi dintorni.

## Territorio
Geografia: il paese si trova nella regione geografica della Valle del Mezquital; con le coordinate geografiche di 19° 57' 12.89" di latitudine nord e 99° 22' 18.30" di longitudine ovest, ha un'altitudine di 2100 m sul livello del mare. Ha un clima temperato subumido con precipitazioni estive, con umidità minore, le estati sono fresche sopra tutto durante la notte, ma le temperature possono arrivare a 5 °C durante la notte nel periodo invernale da dicembre a febbraio.
| Mesi                                                  | Gen.  | Feb.  | Mar.  | Apr.  | Mag.  | Giu.  | Lug.  | Ago.  | Set.  | Ott.  | Nov.  | Dic.  |
| ----------------------------------------------------- | ----- | ----- | ----- | ----- | ----- | ----- | ----- | ----- | ----- | ----- | ----- | ----- |
| Temperatura max.                                      | 25 °C | 30 °C | 35 °C | 37 °C | 36 °C | 32 °C | 27 °C | 25 °C | 23 °C | 24 °C | 25 °C | 24 °C |
| Temperatura min.                                      | 6 °C  | 6 °C  | 9 °C  | 12 °C | 11 °C | 12 °C | 8 °C  | 11 °C | 7 °C  | 7 °C  | 7 °C  | 5 °C  |
| Pioggia mm. max.                                      | 8     | 26    | 20    | 32    | 64    | 163   | 170   | 163   | 149   | 73    | 20    | 14    |
| Instituto Nacional de Estadística y Geografía (INEGI) |       |       |       |       |       |       |       |       |       |       |       |       |

Fisiografia e idrografia: si trova nella provincia dell'Asse Neovulcanico, nella zona di Lagos e nei vulcani di Anáhuac; Il suo terreno è collinare. Per quanto riguarda l'idrografia, si trova nella regione di Pánuco, all'interno del bacino del fiume Moctezuma, nel sottobacino del fiume Tlautla, conosciuta anche come río Coscomate.
Demografia: Secondo l'Instituto Nacional de Estadística y Geografía, (INEGI), Santiago Tlautla nel 2020 registrava una popolazione di 2.567 abitanti, che corrisponde al 2,84% della popolazione del comune di Tepeji, di cui 1.244 uomini e 1.323 donne. Dispone di 677 case private abitate.
| Anno | 1900 | 1910 | 1921 | 1930 | 1940 | 1950 | 1960 | 1970 | 1980 | 1990 | 1995 | 2000 | 2005 | 2010 | 2020 |
| --- | ---- | ---- | ---- | ---- | ---- | ---- | ---- | ---- | ---- | ---- | ---- | ---- | ---- | ---- | ---- |
| Abitanti | 686  | 394  | 435  | 492  | 492  | 706  | 666  | 866  | 996  | 1520 | 1834 | 1977 | 2196 | 2336 | 2567 |
| Popolazione proveniente dai censimenti e conteggi dell'Istituto Nazionale di Statistica e Geografia (INEGI). |      |      |      |      |      |      |      |      |      |      |      |      |      |      |      |

## Governo
Santiago Tlautla, appartiene al municipio di Tepeji del Rio è quindi una delle sue 72 frazioni. Il sindaco e la giunta comunale hanno sede a Tepeji del Rio. Come nella maggior parte dei comuni del Messico, il sindaco e la giunta comunale vengono eletti ogni tre anni.

## Patrimonio storico
Nonostante le ridotte dimensioni, Santiago Tlautla è il paese nel comune di Tepeji, che meglio ha conservato il suo patrimonio architettonico coloniale spagnolo, con case, strade aciotolate, e ponti.
Parrocchia di Santiago Apóstol: È una costruzione del XVIII secolo. Di fronte all'entrata conserva una croce atriale, datata 1749. Ha un'unica navata divisa da tre arcate in quattro campate; A destra si erge la torre quadrangolare a due corpi, con massiccio piramidale con croce.

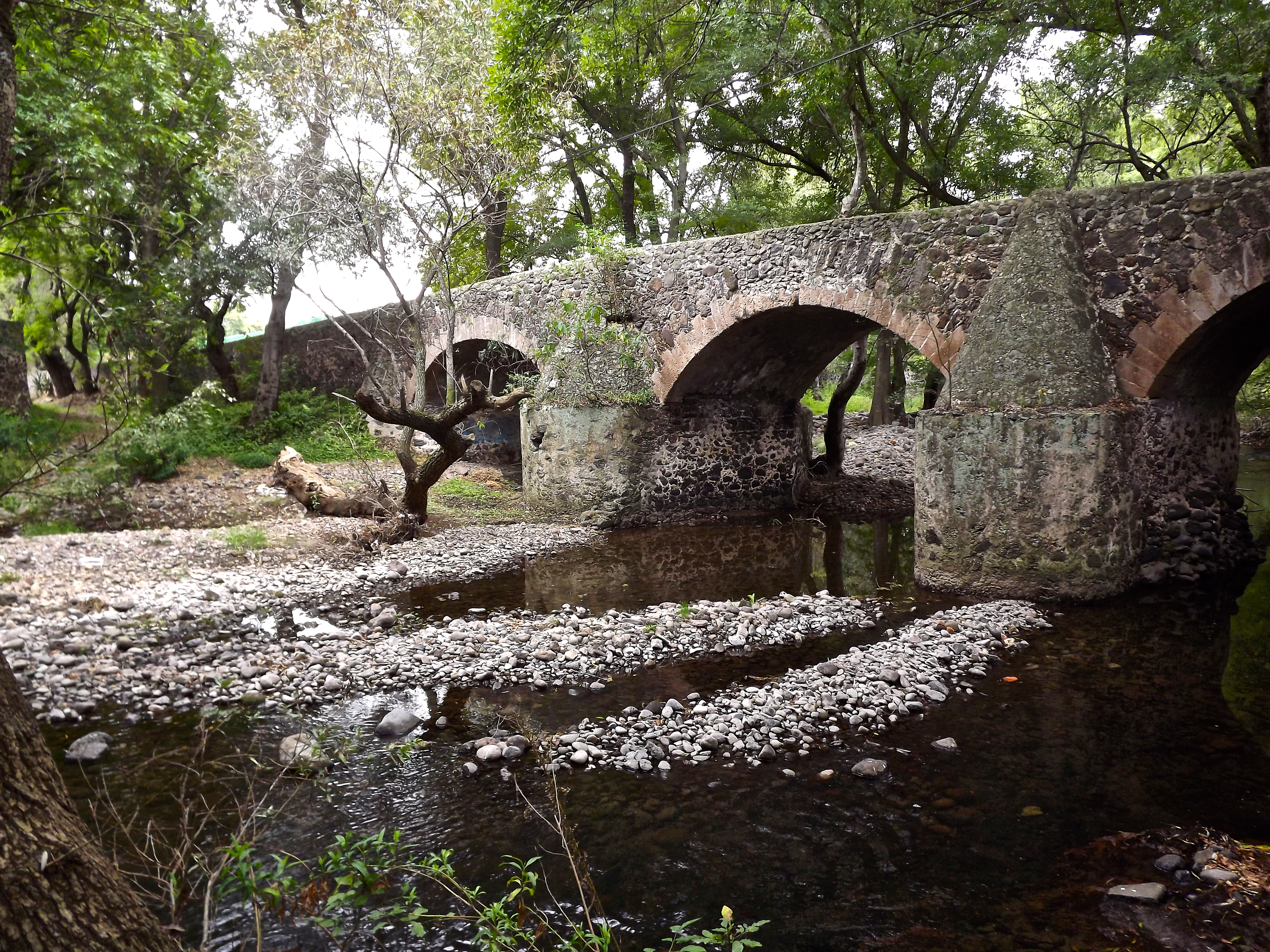
Ponte Tlautla o Ponte de las Ánimas

Ponte Tlautla: conosciuto anche come Ponte de las Ánimas, poiché la gente del posto, afferma di aver visto o sentito La Llorona e altre apparizioni di anime sofferenti. È un ponte a tre occhi formato da archi in pietra di cava, sostenuti da contrafforti e irregolari supporti in muratura di pietra, che sorreggono la pavimentazione. Gli archi non sono disegnati regolarmente nel loro sviluppo, quindi alcuni sono più alti di altri per le caratteristiche del pavimento.
Plaza Comunitaria Santiago Tlautla, di fronte alla chiesa, ha un chiosco in ferro battuto al centro.
Monumento al Soldado: inaugurato il 29 luglio 1951, fu costruito nel luogo in cui si riunivano i militari di leva locali, chiamato "Niños Héroes" è  posizionato in una rotonda di financo alla Plaza comunitaria, il monumento è stato una donazione delle autorità militari e civili; il maggiore Mariano González Morales che dà l'ordine di eseguire il soldato partecipandovi, E. D. Lugo e F. Pérez presenziarono all'opera, (il cui nome originale è sconosciuto), essendo all'epoca sindaco di Tepeji del Río, Lauro Olguín Bravo. Nel febbraio 2023 è stato effettuato il restauro a cui hanno partecipato il governo locale, il Ministero della Difesa Nazionale e gli abitanti della comunità.
Biblioteca publica Santiago Tlautla: posta sulla piazza Comunitaria di fronte al chiosco, è un edificio un stile coloniale oggi di color beige.

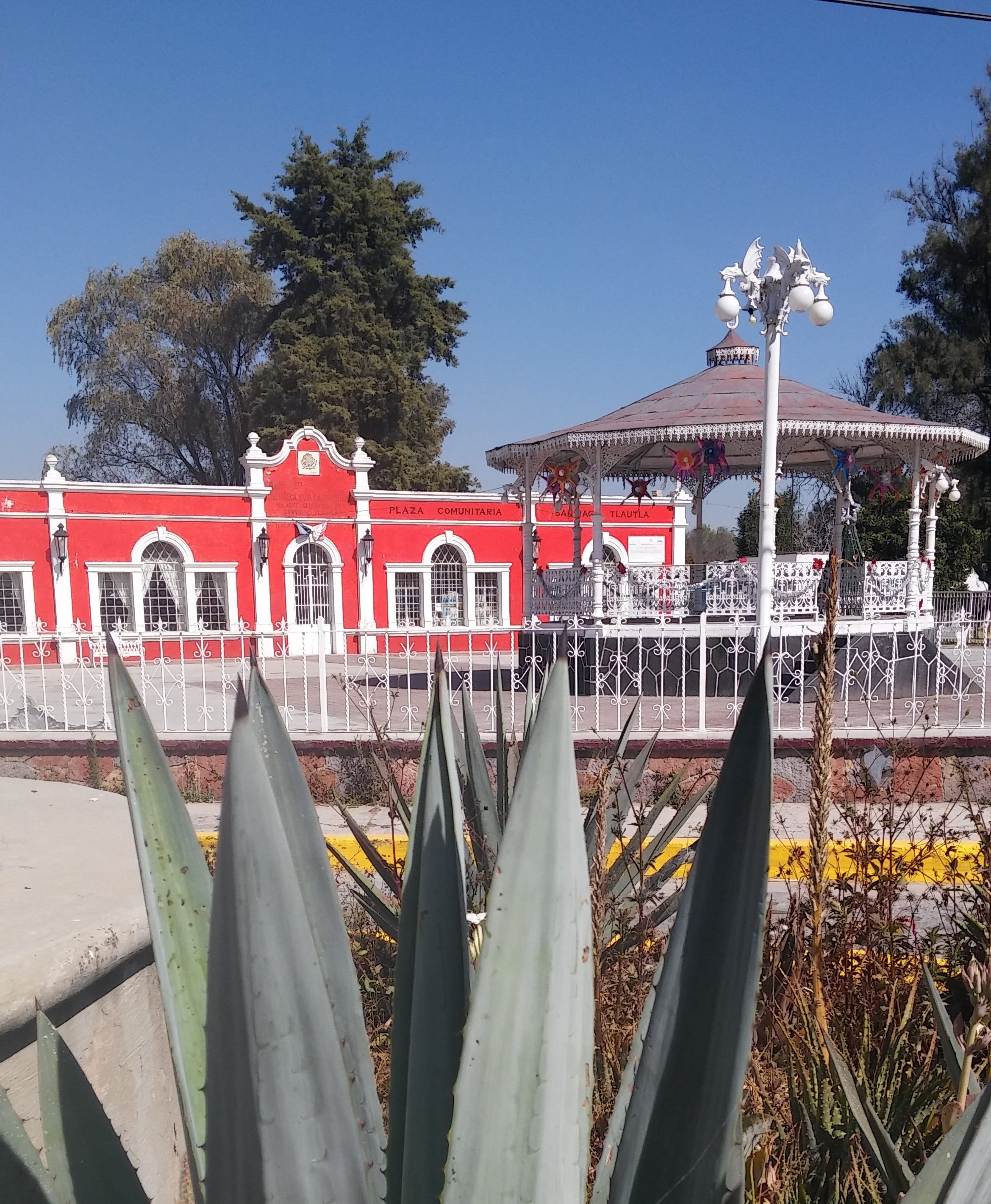
Biblioteca di Santiago Tlautla nel 2022

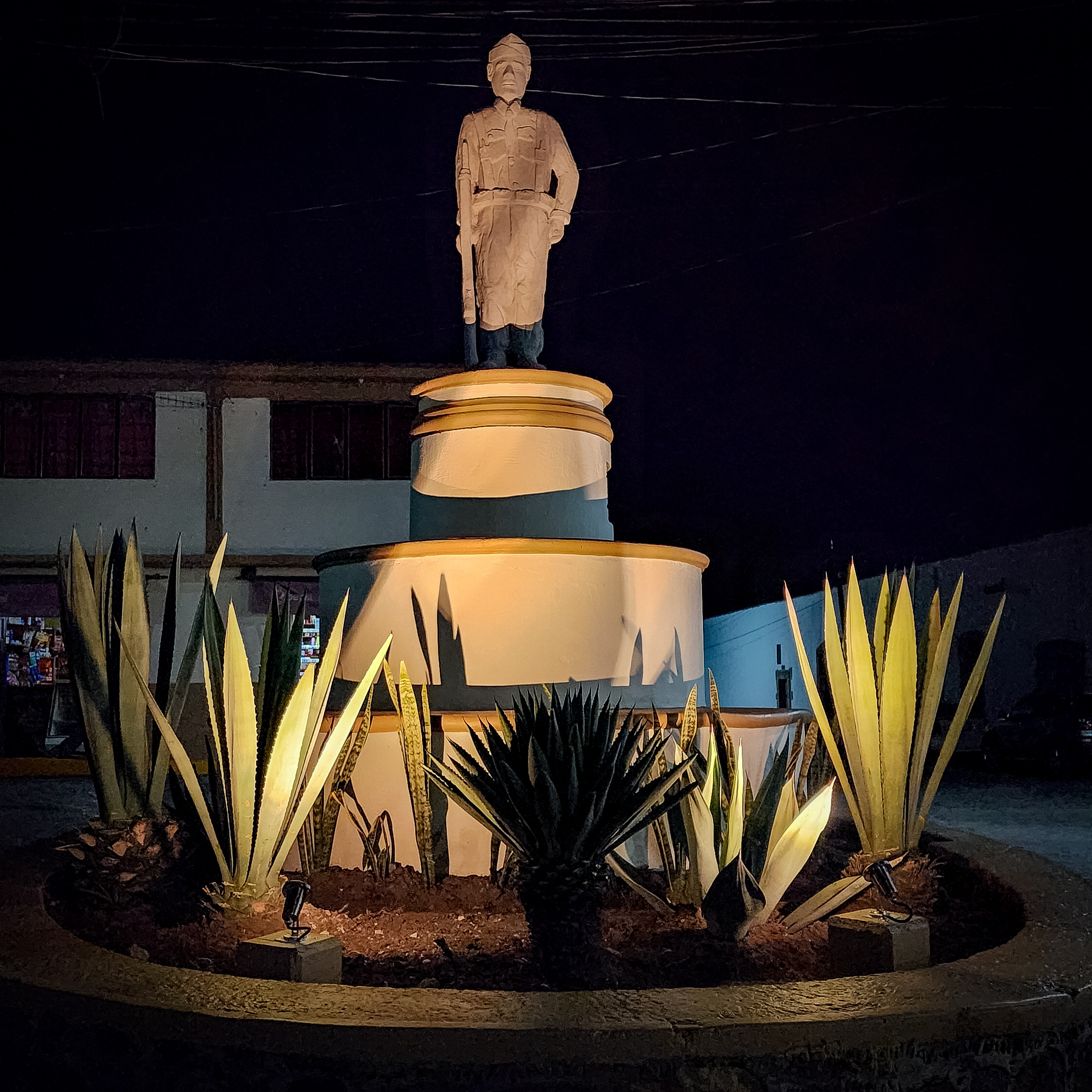
Monumento al soldato

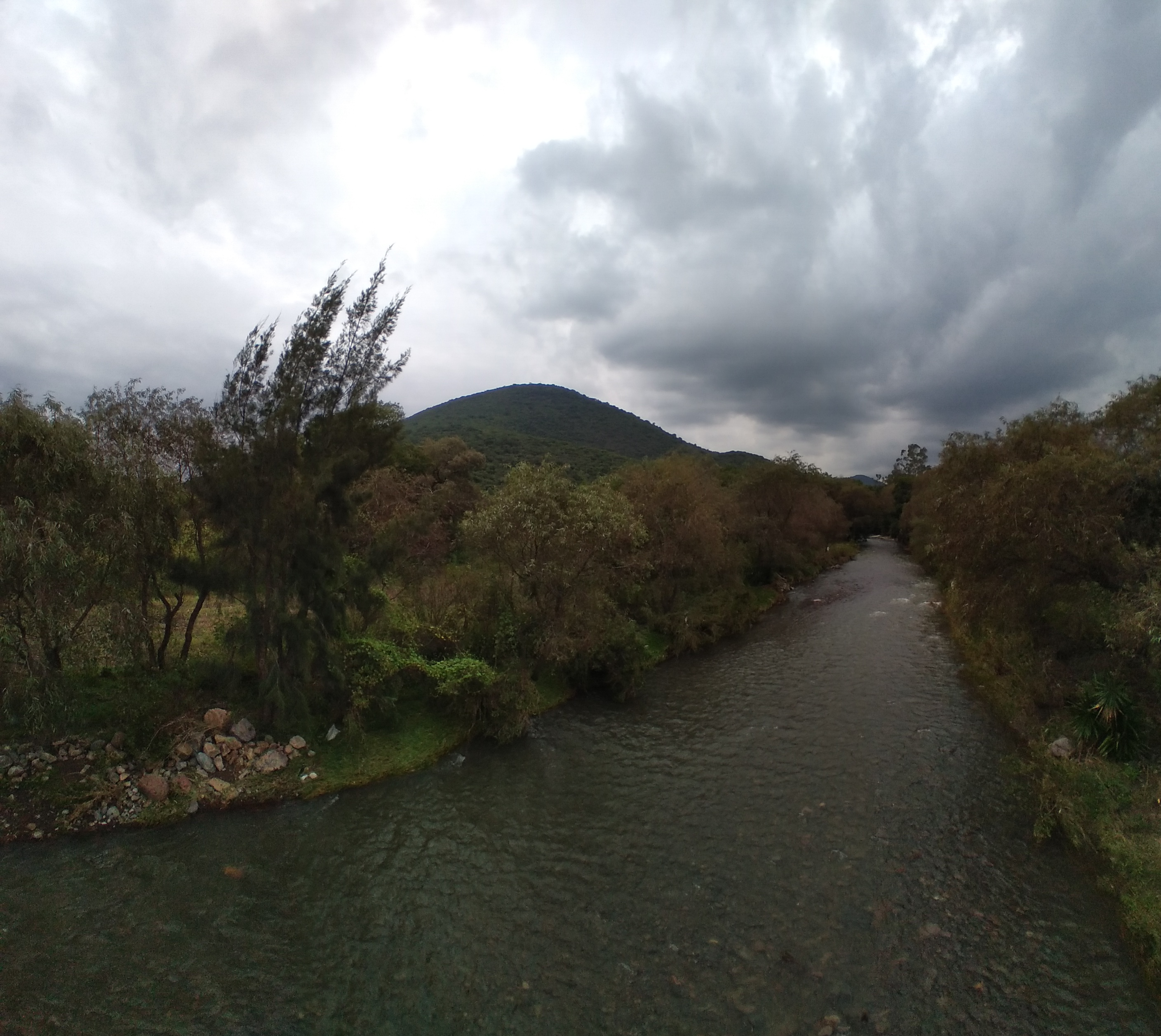
Vista panoramica del rio Tlautla

### Patrimonio dell'umanità UNESCO
La località appartiene al Camino Real de Tierra Adentro, dichiarato Patrimonio dell'Umanità il 1 agosto 2010. Dei sessanta siti dichiarati, Santiago Tlautla si trova nel cosiddetto “Tratto del Camino Real tra il ponte La Colmena e l'antica Hacienda de La Cañada”, dove questo è il tratto di strada meglio conservato.

## Trasporti
Una linea di "combis", (minibus), collegaTepeji del Rio a Santiago Tlautla, transitamdo lungo la vecchia Carretera Tepeji del Rio-Tula, alcuni servizi arrivano fino a Cañada de Madero.